# فانی و الکساندر
فانی و الکساندر (به سوئدی: Fanny och Alexander) فیلمی سوئدی در ژانر درام تاریخی و فانتزی به کارگردانی اینگمار برگمان محصول سال ۱۹۸۲ است. این فیلم در سایت imdb توانسته نمره‌ی ۸/۱ را کسب کند

## داستان فیلم
«فانی» (آلوین) و «الکساندر» (گوو) زندگی خوش و آرامی را با مادر و پدرشان، «اسکار» (آلان ادوال) و «امیلی اکدال» (فرولینگ)، که در کار تآتر هستند. می‌گذرانند. با مرگ پدر در اثر سکته قلبی و بعدتر ازدواج «امیلی» با یک کشیش خشک و مقرراتی، «اسقف ورگروس» (مالمسیو) بچه‌ها آزادی و نشاط‌شان را از دست می‌دهند و روزگار سختی را می‌گذرانند. خانواده پدری بچه‌ها برای نجات آنان اقدام می‌کنند و مادربزرگ‌شان، «هلنا» (گون ولگرن) از محبوب یهودی‌اش، «یاکوبی» (یوزفسون) برای این منظور کمک می‌گیرد. «یاکوبی» بچه‌ها را با شعبده از خانه کشیش می‌رباید. «الکساندر» در زیرزمین خانه او با پسر جوانی آشنا می‌شود که قدرت‌های خطرناکی دارد. آن دو با استفاده از همین قدرت‌ها خانه «اسقف» را به آتش می‌کشند و سرانجام «فانی» و «الکساندر» به آغوش گرم خانواده پدری بازمی‌گردند.

## بخشی از بازیگران
- گون ولگرن
- یارل کوله
- آلان ادوال
- اوا فرولینگ
- بوریه آلشتت
- کریستینا شولین
- کبی لارتی
- پرنیلا آگوست
- لنا اولین
- آکسل دوبرگ
- یان مالمخو
- هاریت آندرشون
- پیتر استورماره
- ارلاند یوسفسن
- استینا اکبلاد
- متس برگمان
- گونار بیورنستراند
- گاس دالستروم
- هاینس هوپف
- سونه ماینس
- ارنست گونتر